# Шатлю-Мальвале (кантон)
Шатлю-Мальвале (фр. Châtelus-Malvaleix) — кантон во Франции, находится в регионе Лимузен. Департамент кантона — Крёз. Входит в состав округа Гере. Население кантона на 2006 год составляло 3768 человек.
Код INSEE кантона 2310. Всего в кантон Шатлю-Мальвале входят 10 коммун, из них главной коммуной является Шатлю-Мальвале.

## Коммуны кантона
- Бетет — население 370 чел.
- Шатлю-Мальвале — население 574 чел.
- Клюнья — население 647 чел.
- Женуйак — население 800 чел.
- Жалеш — население 81 чел.
- Ла-Селлет — население 274 чел.
- Нузье — население 247 чел.
- Рош (Крёз) — население 400 чел.
- Сен-Дизье-ле-Домен — население 197 чел.
- Терсийя — население 178 чел.